# Dryopetalon
Dryopetalon é um género botânico pertencente à família Brassicaceae.